# Coro del Ejército Rojo

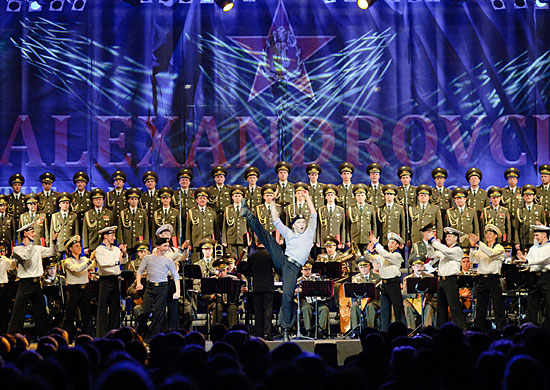
El Coro del Ejército Rojo durante una presentación en 2015.

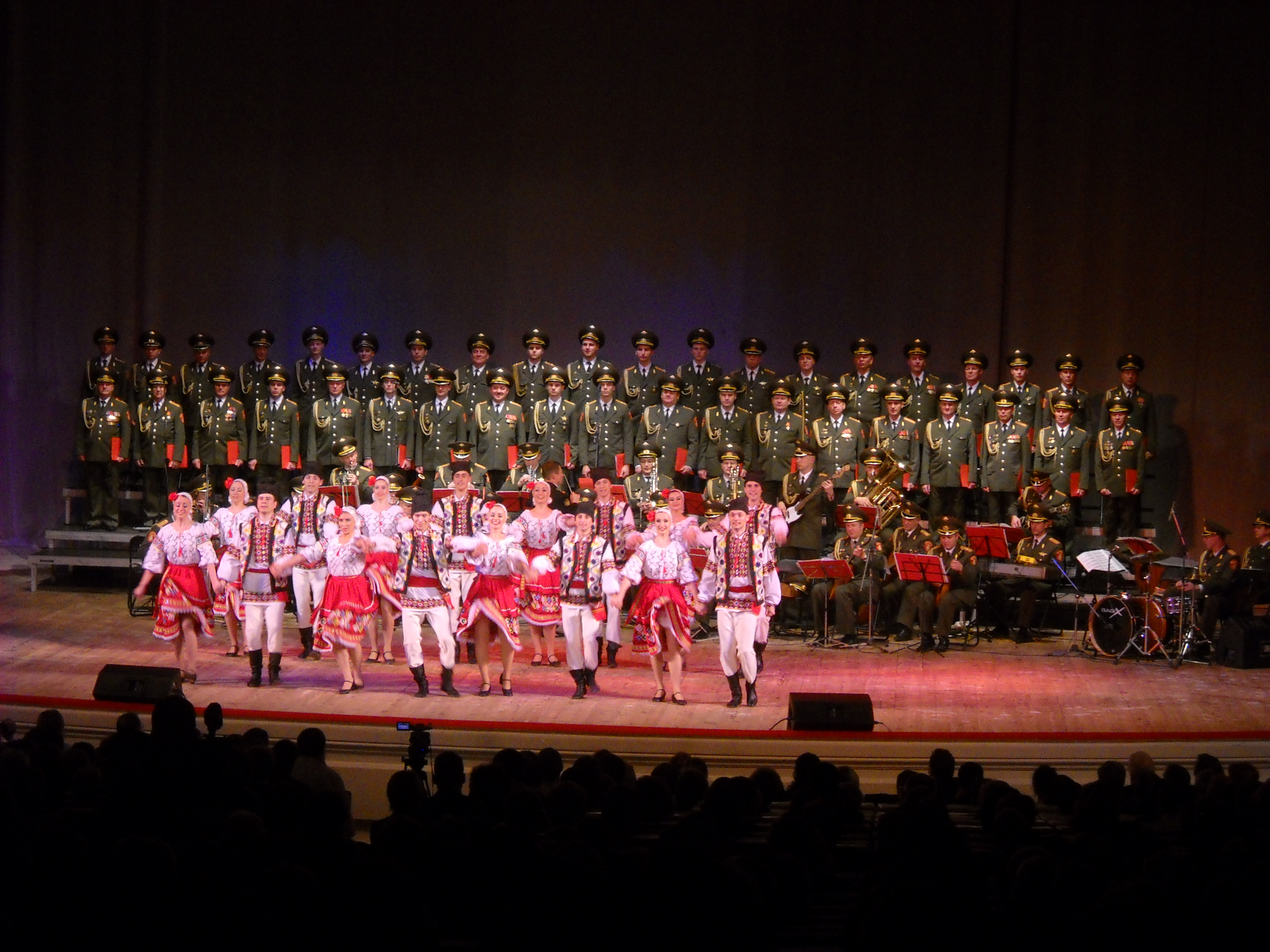
El conjunto Aleksándrov en concierto. Varsovia, 27 de octubre de 2009.

El Conjunto Académico de Canto y Danza A. V. Aleksándrov del Ejército Ruso o simplemente, Conjunto Aleksándrov y conocido en Occidente como el Coro del Ejército Rojo (en ruso: Дважды краснознаменный академический ансамбль песни и пляски Российской армии имени А. В. Александрова, transliteración: Dvazhdy krasnoznamiónny akademícheski ansambl pesni i plaski Rossíyskoi ármii ímeni A. V. Aleksándrova), es la agrupación artística que sirve como coro oficial del ejército ruso, la misma que originalmente sirvió en el ejército de la Unión Soviética. Creado en octubre de 1928, es considerado uno de los mejores colectivos de voces masculinas del mundo. Desde 1928 hasta 1946, fue dirigido por Aleksandr Aleksándrov. Actualmente está compuesto por más de 200 personas. Ha sido condecorado dos veces con la Orden de la Bandera Roja.
El conjunto consiste en un coro masculino, una orquesta y un grupo de danza. Su amplio repertorio incluye desde música folclórica rusa, pasando por himnos eclesiásticos, hasta música popular, entre sus más de 2000 obras. Algunas de sus interpretaciones más reconocidas son «El canto de los remeros del Volga», «Katiusha», «Kalinka», «Kemina» y «Ave María», por mencionar algunos de sus grandes éxitos.
Tras la desintegración de la Unión Soviética, el conjunto y coro del Ejército ruso ha seguido presentándose y haciendo espectáculos dentro y fuera de la Federación de Rusia. Ha recorrido más de 70 países y actuado en zonas de conflicto como Afganistán, Yugoslavia, Moldavia, Tayikistán y Chechenia.
El Conjunto Aleksándrov del Ministerio de Defensa de Rusia y el Conjunto del Ministerio del Interior de Rusia (MVD) son las únicas agrupaciones musicales con el derecho a llamarse “Coro del Ejército Rojo”.
El 25 de diciembre de 2016, 64 de sus miembros mueren en un accidente aéreo al estrellarse el avión Tu-154 de la Fuerza Aérea rusa en el mar Negro cuando se trasladaban a una presentación en Siria.

## Historia

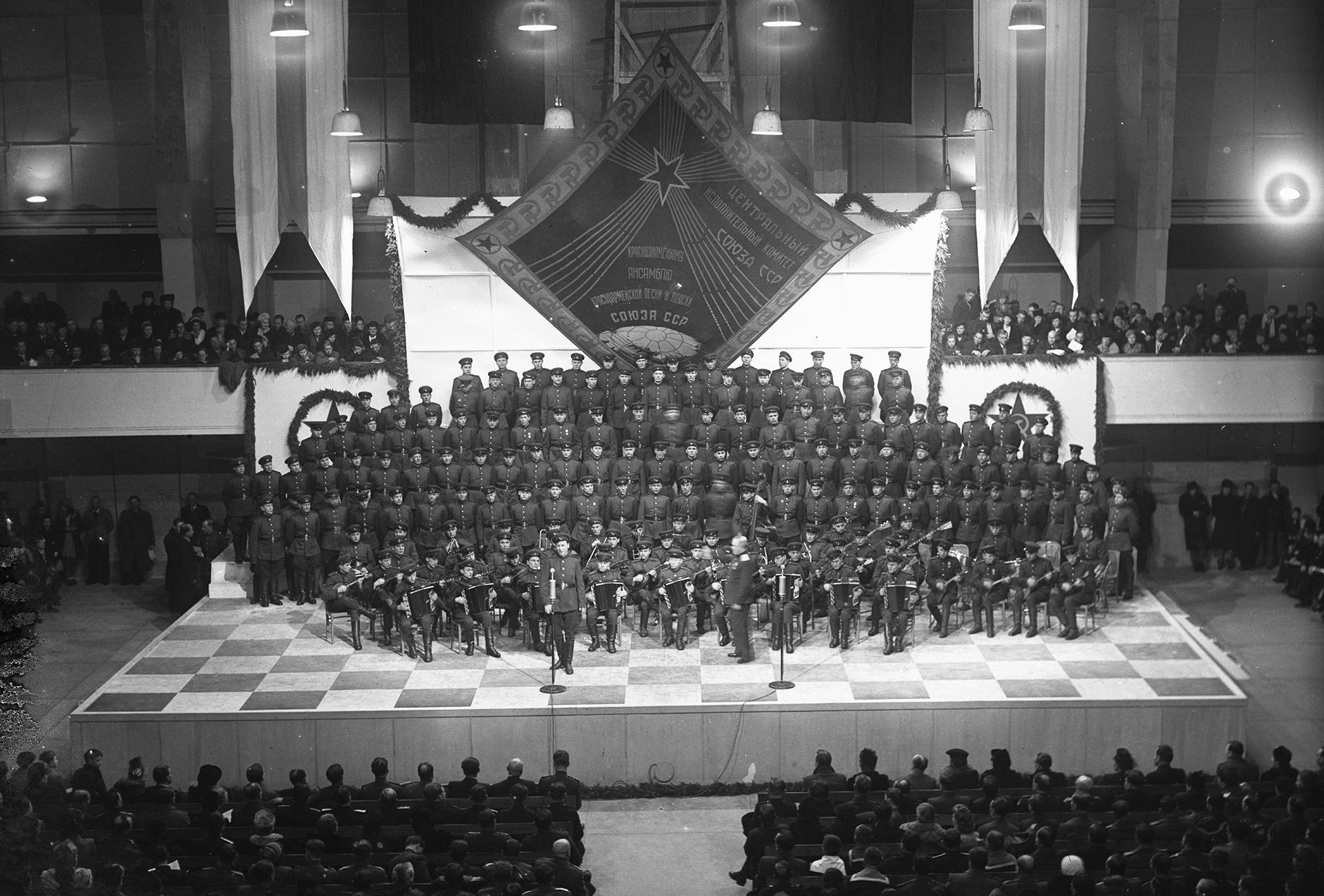
El conjunto Aleksándrov en Helsinki en 1950.

El Coro del Ejército Rojo fue fundado en 1928 con el nombre de Coro del Ejército Rojo M.V. Frunze. Su primer director fue el general Aleksandr Aleksándrov, quien era conocido como Sasha, profesor en el Conservatorio de Moscú, una figura polifacética que fue profesor, compositor y artista folclórico. Aleksándrov dirigió la agrupación hasta su muerte en Berlín en 1946.
La primera actuación de la agrupación fue el 12 de octubre de 1928 en la Casa Central del Ejército Rojo, entonces la agrupación estaba formada por 12 personas de ellas 8 eran cantantes, 2 bailarines, un acordeonista y del acordeón y el lector. El 1 de diciembre de 1928, la agrupación fue bautizada con el nombre de conjunto de la Casa Central de la Canción del Ejército Rojo Frunze. El 1 de diciembre de 1935 ya contaba con 135 personas aumentando en 1937 a 274 y en 1948 a 313 miembros.
El 26 de junio de 1941, en la estación de tren Belorussky interpretó por primera vez la canción La Guerra Sagrada (en ruso Svyaschénnaya Voyná).
Hay dos versiones sobre su fundación, una de ellas dice que el fundador del coro fue el director teatral Félix Nikoláievich Danilóvich quien seleccionó a Aleksándrov entre tres candidatos propuestos desde Moscú: Danilin, Chesnokov y Aleksándrov. En esta versión el primer conjunto quedó formado así: Tkachenko, Zyúkov, Samarin, Rozanov, Koltypin, Tolskov, Golyáiev, Chárov como cantantes. Maksímov, Svetlov, Bayanista, Surdin como bailarines.
La segunda versión dice que el conjunto se formó fuera de la Casa central del Ejército Rojo de Mijaíl Frunze en 1928. También hay una historia que Stalin le hizo una gestión a Aleksándrov para renombrar el coro de Moscú bajo el nombre de “El conjunto musical del ejército rojo de la casa central del ejército rojo M. V. Frunze” o el "Coro del Ejército Rojo", los primeros integrantes fueron: Doce soldados actores, un octeto, un acordeonista, dos bailarines, y un recitador, el debut oficial fue el 12 de octubre de 1928 bajo la dirección de, Aleksandr Aleksándrov. El programa, titulado “La 22.ª División de Krasnodar, en concierto", consistía principalmente en breves escenas musicales de la vida militar, incluyendo canciones de la Caballería del Ejército, el Ejército Especial del Lejano Oriente, y la canción acerca de Magnitostrói.
En 1929, visitó las tierras del Lejano Oriente presentándose así a las tropas trabajando en el ferrocarril del lejano este. En 1933, comenzó a hacerse famoso, el conjunto creció a 300 integrantes y en 1935 recibió la Orden de la Bandera Roja renombrándose así "El Conjunto del Ejército Rojo dos veces premiada con la Orden de la Bandera Roja de la URSS".
Durante la Segunda Guerra Mundial, realizaron alrededor de 1500 funciones, grabó varios discos y su música se emitió por radio en incontables ocasiones. En 1978, en el 50 aniversario de su fundación, recibió la más alta certificación profesional de Rusia y el estatus de institución académica.
Después del colapso de la URSS, el presidente ruso Borís Yeltsin premió al conjunto con la Orden de la Estrella Roja por sus servicios excepcionales en defensa de la nación.
Adoptó el nombre de Conjunto A.V. Aleksándrov en honor a su primer director y encuadra a más de 200 componentes de los cuales 150 son artistas profesionales. Cuenta con cantantes, coristas, solistas, orquesta y bailarines. A comienzos del año 2010 el conjunto estaba compuesto por 186 integrantes
El domingo 25 de diciembre de 2016, 64 de sus integrantes murieron al estrellarse el avión Tu-154 de la Fuerza Aérea rusa en el mar Negro cuando se dirigían a una actuación en el aeródromo de Jmeimim, en cercanías a la ciudad siria de Latakia.
Entre el 19 y el 25 de enero de 2017, se realizaron las audiciones para la selección de los nuevos componentes de la formación. La primera gira a realizar tras el accidente aéreo que mermó significativamente la formación fue a Chequia y Eslovaquia en la primavera del 2017.

## Nombres del conjunto
La agrupación ha contado con varios nombres oficiales.
- "Coro del Ejército Rojo de la Casa central de M. V. Frunze"
- "Conjunto de Coros y Danzas del Ejército Sovético A. V. Aleksándrov dos veces premiada con la Orden de la Bandera Roja y con la Orden de la Estrella Roja"
- "Conjunto Académico de Coros y Danzas del Ejército Sovético A. V. Aleksándrov dos veces premiada con la Orden de la Bandera Roja y con la Orden de la Estrella Roja"
- "Conjunto de Coros y Danzas del Ejército Rojo A. V. Aleksándrov dos veces premiada con la Orden de la Bandera Roja"

## Compositores y directores
Directores de la agrupación y la orquesta y conductores asistentes

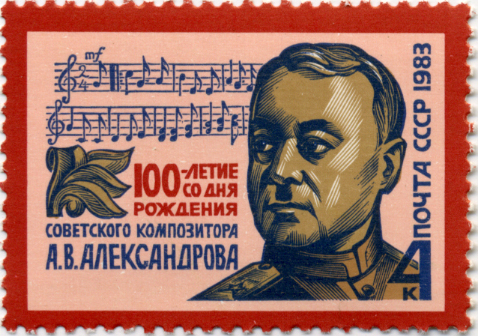
Aleksandr Aleksándrov, primer director del Coro del Ejército Rojo entre 1928 y 1946.

- De 1928 a 1946: Mayor general Aleksandr Aleksándrov, Artista del Pueblo de la URSS, ganador del Premio Stalin, Doctor en Artes, profesor del Conservatorio de Moscú, director artístico fundador y conductor del coro.
- De 1946 a 1987: Mayor general Borís Aleksándrov, Artista del Pueblo de la URSS, Héroe del Trabajo Socialista, premio de Lenin y Stalin.
- De 1987 a 1992: Profesor Coronel Anatoli Máltsev, Artista del Pueblo de Rusia.
- De 1992 a 1993: Coronel Ígor Guérmanovich Agafónnikov, director artístico y director de orquesta, Artista del Pueblo de la RSFSR.
- De 1993 a octubre de 2002: Coronel Dmitri Vasílievich Sómov, honrado trabajador de Cultura de Rusia.
- De 1994 a 2003: Coronel Víktor Alekséievich Fiódorov, director artístico y director de orquesta, Artista del Pueblo de Rusia.
- De 2003 a 2008: Coronel Viacheslav Alekséievich Korobko, director artístico y director de orquesta, Artista del Pueblo de Rusia, Artista de Honor de Rusia.
- De octubre de 2002 a mayo de 2016: Coronel Leonid Ivánovich Málev, honrado trabajador de Cultura de Rusia, Artista de Honor de Rusia.
- De agosto de 2008 hasta noviembre de 2012: Profesor Coronel Ígor Ivánovich Raievski, el director artístico, Artista del Pueblo de Rusia, Artista de Honor de Bielorrusia, profesor, galardonado con el Premio Estatal de Checoslovaquia.
- De noviembre de 2012 a mayo de 2016 y desde marzo de 2017: Coronel Guennadi Ksenafóntovich Sacheniuk, director artístico del conjunto y conductor principal de orquesta, honrado trabajador de Cultura de Rusia.
- De mayo de 2016 hasta diciembre de 2016: Profesor Teniente General Valeri Mijáilovich Jalílov, director y director artístico del conjunto, Artista del Pueblo de la Federación de Rusia y profesor asistente. Jalílov falleció en el accidente aéreo, junto a 63 miembros del Coro.

Compositores y directores asistentes
- Konstantín Dankévich, fue director del Conjunto en Tiflis y escribió la canción Poema de Ucrania. Era de origen ucraniano.
- Lev Knípper, compuso Póliushko pole.
- Víktor Gúsev, escribió la letra de Póliushko pole.
- Pavló Virsky, fue, por un largo periodo de tiempo desde 1942, director del grupo de Danza del Conjunto Aleksándrov. Era de origen ucraniano.
- Samuel Pokráss, quien escribió "Ejército Blanco, Barón Negro" o "El Ejército Rojo es el más fuerte".

## Premios recibidos por el conjunto
- Orden de la Estrella Roja - por servicios excepcionales en actividades culturales el 26 de noviembre de 1935.

- Orden de la Bandera Roja.

- Premio del Ministerio de Defensa de Rusia en el campo de la cultura y el arte, se otorgó el grupo pop "Aleksandrov-Park" - "" por el trabajo cultural y de mecenazgo activo "" (2018)[11]

- El título honorario de la Academia en 1979.

- Orden de la Bandera de la República Srpska por "una contribución inconmensurable a la expansión de la cooperación cultural y espiritual entre los pueblos serbio y ruso y por una contribución común al desarrollo de relaciones amistosas entre la República de Srpska y la Federación de Rusia".[12]

- Orden de la "Estrella Roja" de Checoslovaquia en 1965.

- Orden al Mérito Militar de la República Popular de Mongolia en 1964.

- Por parte de la compañía francesa "Chant du Monde", por ventas discográficas: Disco de Oro en 1964.

- Por parte de la Academia francesa del disco, por la mejor grabación: Disco de Oro (1961).[13]

- Por parte de la compañía neerlandesa "N.O.K.", por grabaciones vendidas: Disco de Oro en 1974.[14]

- Laureado del Premio a la Amistad de los Pueblos "Grullas Blancas de Rusia" con la presentación de la orden del mismo nombre (2016).[15]
- En la capital Serbia Belgrado e en honor al conjunto Alexandrov, se nombra una plaza en el centro de la ciudad (10 de noviembre de 2017).[16]

- En reconocimiento general a la excelencia artística: El Premio de Equipo Global.

## Canciones y danzas más conocidas
El coro del Ejército Rojo tiene un repertorio de más de 2000 piezas entre las que destacan:
«Kalinka», «Katyusha», «Smuglyanka», «El Día de la Victoria», «Póliushko pole», «Ojos Negros», «Vecherni Zvon», «Podmoskóvnye Vecherá», «Svyaschénnaya Voyná», y canciones populares rusas y soviéticas, además de bailes populares, música sagrada, obras clásicas de compositores extranjeros, y obras maestras de la música rock y pop.

## Filmografía
- 1942  - Colección de películas "Concierto al frente"
- 1951 - Largometraje "Our Songs"
- 1953  - Cine-concierto "Canciones del bando nativo"
- 1965 - Película musical "Coro, Banda y Conjunto de Danza del Ejército Soviético" coproducida por la Radio y Televisión Estatal de la URSS y Bertelsmann Fernseh-Produktion (München) en 1965.
- 2008  - Película documental "Singing Weapon" de Ensemble Alexandrov.
- 2020 - Película documental "Ellos disparan a su aire" de Konstantin Semin del ciclo "Última campana"

## Accidente del Tu-154 en 2016

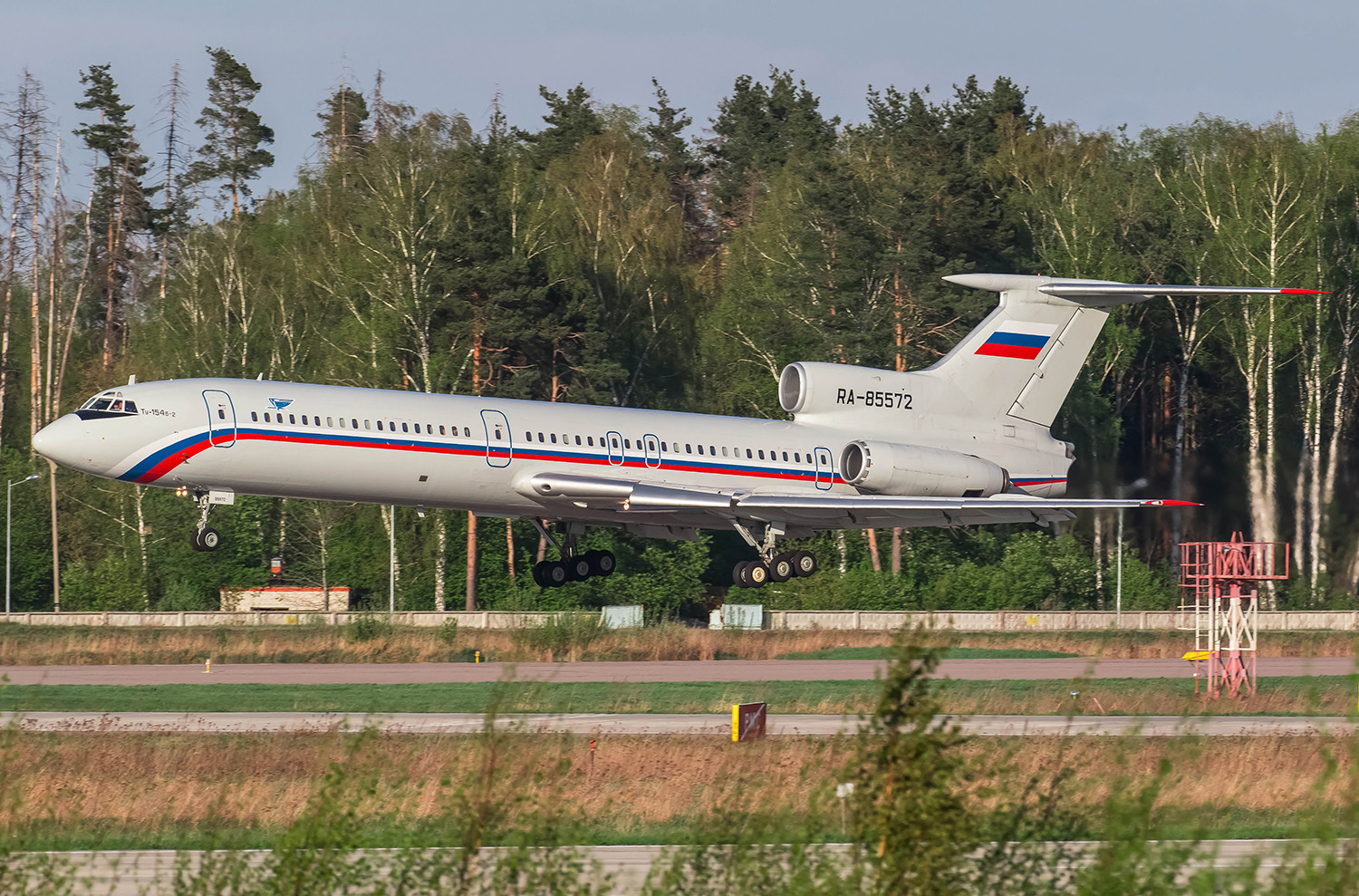
La aeronave implicada en el accidente del Tu-154 del Ministerio de Defensa de Rusia, imagen de mayo de 2016.

En la noche del 25 de diciembre del año 2016 una aeronave Túpolev Tu-154 del Ministerio de Defensa de Rusia despegó del aeropuerto de Chkalovski, cerca de Moscú, con rumbo a Siria, haciendo una escala en Aeropuerto Internacional de Sochi para repostar. A bordo se encontraban ocho miembros de la tripulación y 84 pasajeros, entre ellos 64 artistas del Conjunto Aleksándrov (casi todo el coro de músicos de ballet) y el director artístico del conjunto, el teniente general Valéri Khalilov, que voló para felicitar y desear un feliz año nuevo a las tropas de la Fuerza Aérea Rusa en Siria, estacionadas en la base aérea de Latakia; además de nueve representantes de los medios de comunicación rusos, y seis acompañantes.
Después de repostar el avión despegó de Sochi a las 05:25 hora local, dos minutos más tarde, a las 05:27, desapareció de las pantallas de radar y se estrelló en el mar Negro a cinco kilómetros de la costa de Anapa, sin dejar ningún superviviente.
El 27 de diciembre de 2016, el ministro de Defensa de Rusia, el general del Ejército, Serguéi Shoigú, habló sobre la necesidad de que el conjunto musical se recuperase tan pronto como fuera posible.